# غارث إيفانز
غارث إيفانز (بالإنجليزية: Garth Evans)‏ هو نحات وأستاذ جامعي وفنان بريطاني، ولد في 24 نوفمبر 1934 في تشيشير في المملكة المتحدة.